# Juan Martín Población

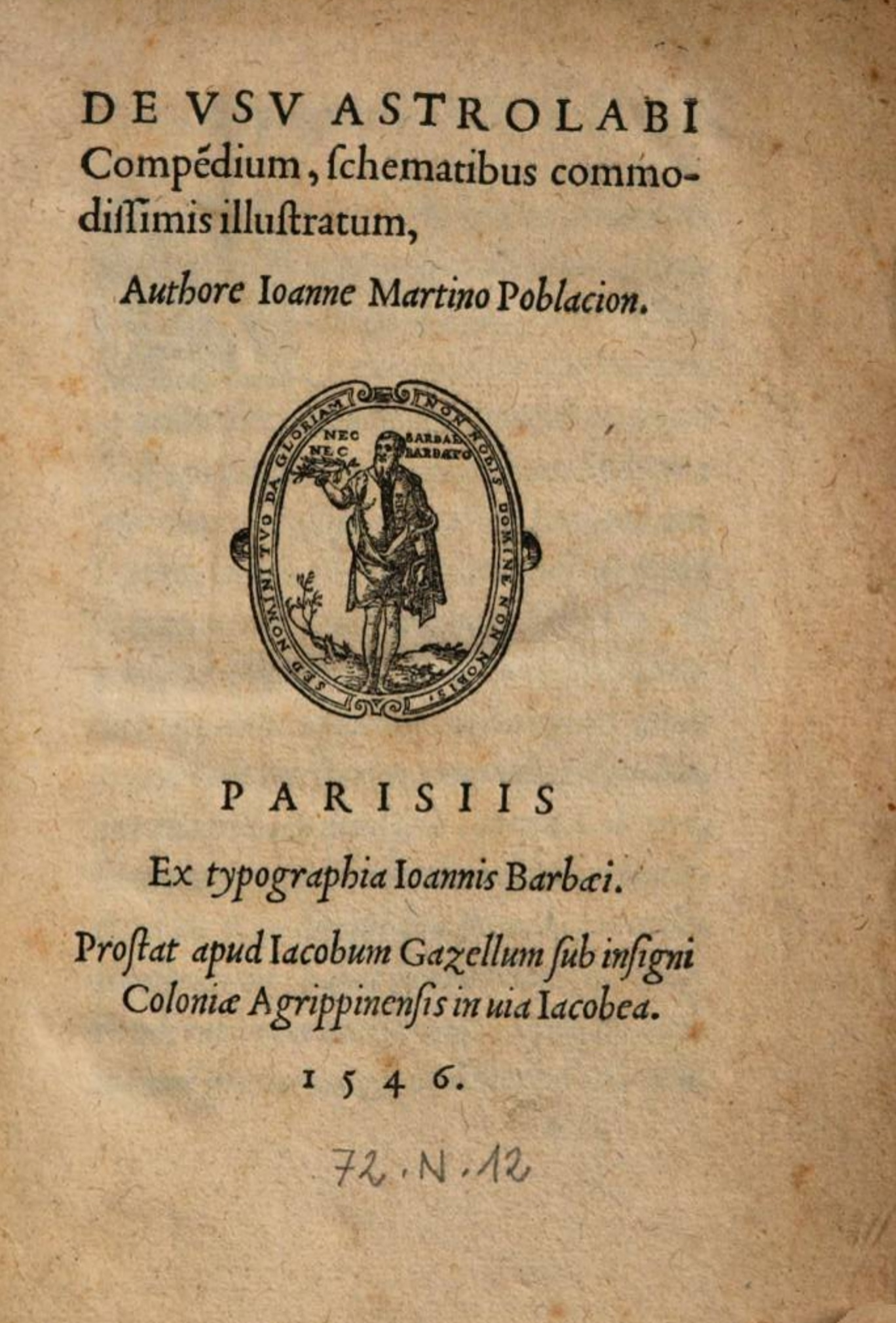
Portada de la obra De usu astrolabi compendium (edición de 1546)

Juan Martín Población, también conocido en latín como Johannes Martinus Poblatio, (Valencia, finales del siglo XV—Valencia, mediados del siglo XVI) fue un médico y astrónomo español, activo en las primeras décadas del XVI.

## Biografía
De familia de conversos, fue discípulo de Juan Luis Vives en Brujas en los primeros años que aquél reside allí –entre 1514 y 1517–, más tarde, se pone al servicio del inquisidor general Manrique y, finalmente, se establece en París. En la década de 1530 fue médico de la reina Leonor, esposa de Francisco I de Francia, conoce a Guillaume Budé y fue profesor de matemáticas –o cosmografía– en el Collège de France, cargo este último que todavía ocupaba en 1540. Se convierte, desde su posición privilegiada, en aglutinador de los españoles que vivían o viajaban a París.
Publicó en París hacia 1518 un libro sobre el uso del astrolabio, De usu astrolabi compendium, con dos partes, una en la que se describe el instrumento y, otra, en la cual se explica su utilidad y uso; que fue editado en numerosas ocasiones y que resuelve, utilizando el astrolabio, problemas de astronomía, topografía, náutica, geometría y geografía. 
En 1532 sale publicada la Tabla de Cebes, traducida del griego al castellano por Martín Población; de la que dirá Ambrosio de Morales cuando haga su propia traducción, que "era un tanto oscura y sin poder entenderse".
En 1535, también en París, Martín Población publica un opúsculo médico, In figuram dierum criticorum brevis ac familiaris explanatio, sobre los días críticos femeninos, la última de sus publicaciones.
Luis Vives, en 1519, en una carta a Erasmo de Róterdam le califica de "gran conocedor de toda la matemática y que se ha dedicado con provecho a los estudios literarios", mientras que hacia 1522, incluido en un comentario de la edición de la obra De Civitate Dei libri XXII de Agustín de Hipona, hecha por Vives, lo vuelve a elogiar y lo califica como "mi querido Juan Martín Población... varón excelso y sin comparación tanto en las matemáticas como en la medicina". El latinista valenciano Pedro Juan Olivar, en 1535, le dedica su obra In M.T. Ciceronis De somnio Scipionis fragmentum... scholia, posiblemente por la ayuda que le prestó durante su estancia en París, y lo denomina "erudito e ilustre médico de la reina de Francia".